# سارگیس ملیکستیان
سارگیس آلکساندری ملیکستیان (ارمنی: Սարգիս Ալեքսանդրի Մելիքսեթյան؛ زاده ۵ سپتامبر ۱۸۹۹ - درگذشته ۳ نوامبر ۱۹۸۰) تاریخ‌نگار ادبی و هنری متخصص در زمینه مطالعات تاریخ هنر، مترجم، تئاترشناس اهل ارمنستان بود. وی بین سال‌های - تا - میلادی فعالیت می‌کرد.

## زندگی‌نامه
وی در ۵ سپتامبر [سبک قدیمی: ۲۴ اوت] ۱۸۹۹ در گاندزاک در به دنیا آمد و از مدرسه نرسیسیان فارغ‌التحصیل گشت. وی عضو اتحادیه نویسندگان اتحاد شوروی بود. وی در جمهوری شوروی سوسیالیستی ارمنستان، های‌فیلم، اتحادیه هنرمندان تئاتری ارمنستان، انستیتو دولتی هنری و نمایشی ایروان، انستیتو هنری و موزه هنر و ادبیات چارنتس فعالیت می‌کرد. وی همچنین برنده جوایزی همچون نشان پرچم سرخ کار و چهره هنری شایسته ارمنستان شوروی (۱۹۵۶) شد. وی در ۳ نوامبر ۱۹۸۰ در سن ۸۱ سالگی در ایروان درگذشت.

## یادداشت
1. ↑  արվեստագիտության դոկտոր